# Mémorial des victimes de l'invasion allemande
Le Mémorial des victimes de l'invasion allemande (en hongrois : A német megszállás áldozatainak emlékműve) est un monument édifié à l'initiative de Viktor Orbán, chef du gouvernement hongrois, destiné à honorer les victimes de l'invasion allemande de la Hongrie, lors de la Seconde Guerre mondiale. Sa construction a provoqué une vive polémique car sa mise en scène — un aigle allemand attaquant la Hongrie sous les traits innocents de l'Ange Gabriel — tend à minimiser la responsabilité des autorités hongroises dans la déportation des Juifs et des Roms dans les camps d'extermination nazis. Le sculpteur a refusé cette interprétation, en disant, que le monument est la paraphrase de la statue de l'État hongrois, sur la place des Héros de Budapest, qui manifeste la souveraineté hongroise.
Le mémorial est situé non loin du mémorial soviétique, sur Szabadság tér, dans le 5e arrondissement. Au même endroit, des manifestants ont improvisé un "contre-mémorial vivant" composé d'objets, de photographies, de lettres et de pierres.